# Афект (фільм)
Афект — фільм-трилер виробництва Великої Британії 2020 року. Режисер Енейл Карія; сценаристи Руперт Джонс та Ріта Калнеяс. Продюсер Джулія Годзинська. Світова прем'єра відбулася 26 січня 2020 року; прем'єра в Україні — 6 січня 2022-го.

## Про фільм
Тихий і спокійний Джозеф живе сірим буденним життям у Лондоні. Колеги не помічають його навіть в день народження, а нервові батьки відзначають тільки для годиться.
Джозефу все набридає і він вривається в небезпечні авантюри Лондона, де навіть пограбування банку — не є межею.

## Знімались
| Актор             | Роль   |
| ----------------- | ------ |
| Бен Вішоу         | Джозеф |
| Раян Маккен       | Емре   |
| Жасмін Джобсон    | Лілі   |
| Богдан Коміновскі | Денілі |
| Муна Отару        | Адаезе |
| Перрі Фіцпатрік   | Бредлі |
| Іен Гелдер        | Алан   |
| Еллі Хаддінгтон   | Джойс  |